# Zawór bezpieczeństwa

Przekrój proporcjonalnego zaworu bezpieczeństwa

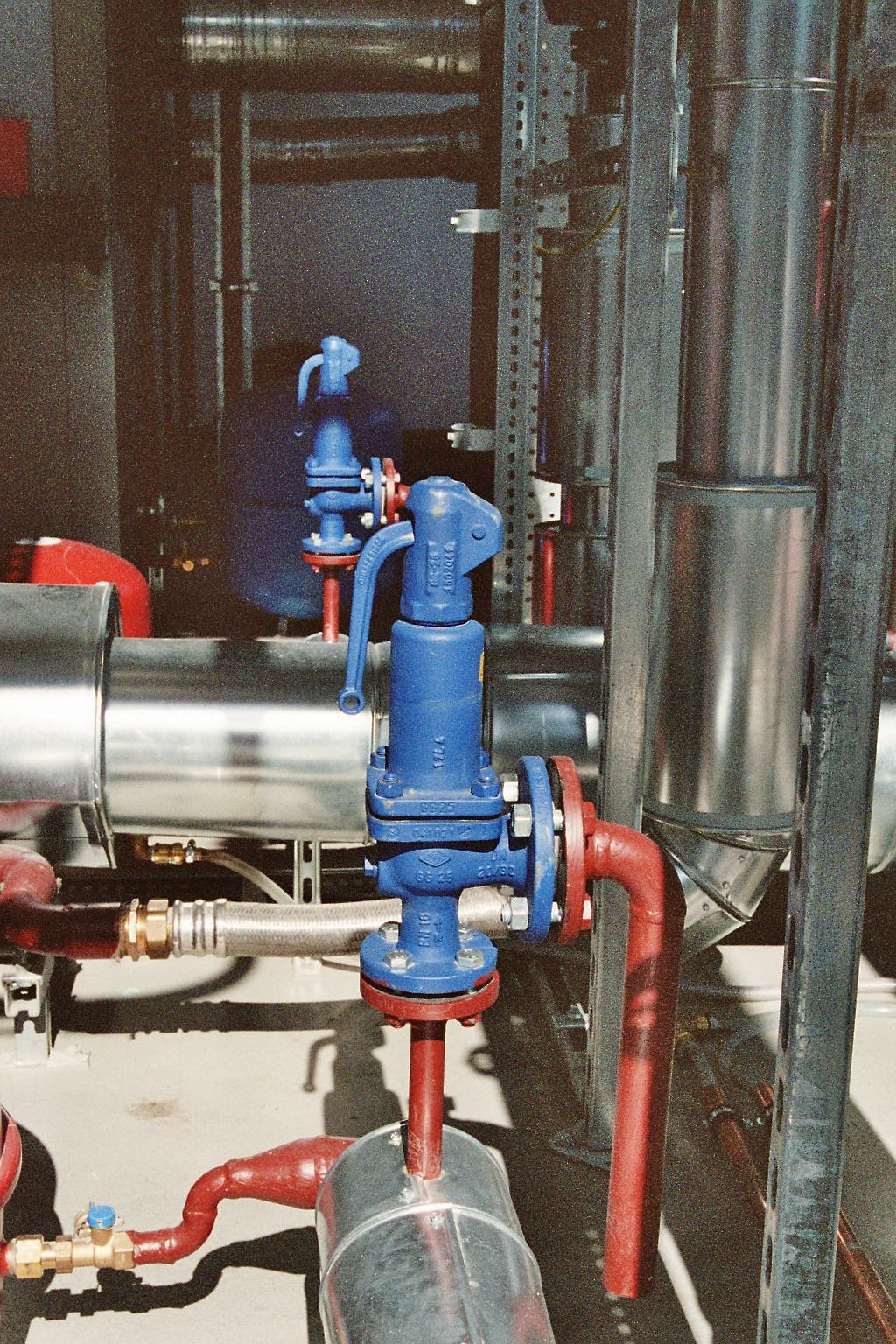
Zawory bezpieczeństwa w instalacji

Zawór bezpieczeństwa (klapa, klapa bezpieczeństwa) – zawór otwierający się samoczynnie, w chwili gdy ciśnienie gazu (pary) przekroczy dopuszczalną wartość, co zapobiega eksplozji kotła, zbiornika, rurociągu itp. Po raz pierwszy zastosował go Denis Papin w zbudowanym w 1681 szybkowarze.
W najprostszym wykonaniu jest to płytka łamliwa ulegająca zniszczeniu. Zapieczenie zaworu bezpieczeństwa, lub jego dodatkowe dociążenie było jedną z przyczyn eksplozji kotłów, dlatego czasem stosowano dwa niezależne zawory.
Zawór bezpieczeństwa był montowany rutynowo w parowozach i uniemożliwiał niebezpieczne podniesienie ciśnienia, które mogłoby grozić eksplozją.
Obecnie zawory bezpieczeństwa są to zawory przelewowe nastawiane na maksymalną dopuszczalną wartość ciśnienia w układzie fluidalnym.